# Siemion Bazarow
Siemion Tarasowicz Bazarow (ros. Семён Тара́сович База́ров, ur. 1914, zm. 1985) – radziecki dyplomata.

## Życiorys
Należał do WKP(b), 1938 ukończył Saratowski Instytut Prawniczy, od 1939 pracował w Ludowym Komisariacie Spraw Zagranicznych ZSRR, 1946-1949 był radcą Ambasady ZSRR w Szwecji, a 1949-1950 zastępca kierownika Departamentu Prawnego i Traktatów Ministerstwa Spraw Zagranicznych ZSRR. Od 1950 zastępca kierownika, później kierownik Wydziału Państw Bliskiego i Środkowego Wschodu MSZ ZSRR, od 1953 do 8 stycznia 1955 radca Ambasady ZSRR w Iraku, 1957-1959 zastępca kierownika Wydziału I Europejskiego MSZ ZSRR. Od 1959 do czerwca 1962 kierownik Wydziału I Europejskiego MSZ ZSRR, od 4 czerwca 1962 do 21 lutego 1968 ambasador nadzwyczajny i pełnomocny ZSRR w Meksyku.